# Liste der Premierminister der Mongolei
Der Premierminister der Mongolei (mongolisch Монгол Улсын Ерөнхий Сайд Mongol Ulsyn Jerönchii Said) ist das höchste Mitglied des Kabinetts der Mongolei, und damit Chef der Regierung.

## Zum Amt
Der Premierminister wird durch den Großen Staats-Chural (Parlament) ernannt und kann durch ein Misstrauensvotum wieder entfernt werden. Ein solches ist zwingend erforderlich, wenn entweder die Hälfte der Minister, oder der Premierminister selber zurücktreten.
Das Amt des Premierministers wurde 1912 etabliert, kurz nach der ersten Unabhängigkeitserklärung der Mongolei von China, welche aber nicht von vielen Ländern anerkannt wurde.
Zur Zeit der zweiten (und wirkungsvolleren) Unabhängigkeitserklärung 1921 wurde die Exekutive von der kommunistischen Mongolischen Revolutionären Volkspartei (MRVP) dominiert. Die Partei rief kurz darauf die Mongolische Volksrepublik aus und nannte das Amt in Vorsitzender des Rats der Volkskommissare um. Ab 1946 wurde es Vorsitzender des Ministerrates genannt. Erst 1990 wurde die Bezeichnung Premierminister wieder eingeführt, nachdem die MRVP ihre Vormachtstellung schrittweise aufgegeben hatte. Ungeachtet der verschiedenen Namen sieht die heutige mongolische Regierung die Kontinuität des Amtes seit 1912 als gegeben an und betrachtet alle Regierungschefs dieses Zeitraums als Premierminister.
Um den ersten Amtsinhaber gibt es eine gewisse Uneinigkeit. Im Rahmen einer provisorischen Regierung hatte ein Lama namens Tseren (oder Tserentschimed) sich schon vor der ersten Unabhängigkeitserklärung als Premierminister bezeichnet. Die mongolische Regierung sieht aber erst den formell ernannten Tögs-Otschiryn Namnansüren als ersten Amtsinhaber.
Eine weitere Kontroverse dreht sich um Tsengeltiin Dschigdschiddschaw, welcher nur ausführender Premierminister gewesen sein soll. Die mongolische Regierung betrachtet ihn aber als formellen Amtsinhaber.

## Liste
| #  | Name                                | von                | bis                | Partei   |
| -- | ----------------------------------- | ------------------ | ------------------ | -------- |
| 01 | Tögs-Otschiryn Namnansüren          | November 1912      | April 1919         | —        |
| 02 | Chatanbaatar Magsardschaw           | 15. Februar 1921   | März 1921          | —        |
| 03 | Dambyn Chadardschaw                 | 13. März 1921      | 16. April 1921     | MVP      |
| 04 | Dogsomyn Bodoo                      | 16. April 1921     | 7. Januar 1922     | MVP      |
| 05 | Sambadondogiin Tserendordsch        | 3. März 1922       | 23. Juni 1923      | MVP      |
| 06 | Balingiin Tserendordsch Beyse       | 28. September 1923 | 13. Februar 1928   | MVP/MRVP |
| 07 | Anandyn Amar, 1. Amtsz.             | 21. Februar 1928   | 27. April 1930     | MRVP     |
| 08 | Tsengeltiin Dschigdschiddschaw      | 27. April 1930     | 2. Juli 1932       | MRVP     |
| 09 | Peldschidiin Genden                 | 2. Juli 1932       | 2. März 1936       | MRVP     |
| 10 | Anandyn Amar, 2. Amtsz.             | 22. März 1936      | 7. März 1939       | MRVP     |
| 11 | Chorloogiin Tschoibalsan            | 24. März 1939      | 26. Januar 1952    | MRVP     |
| 12 | Jumdschaagiin Tsedenbal             | 26. Januar 1952    | 11. Juni 1974      | MRVP     |
| 13 | Dschambyn Batmönch                  | 11. Juni 1974      | 12. Dezember 1984  | MRVP     |
| 14 | Dumaagiin Sodnom                    | 12. Dezember 1984  | 21. März 1990      | MRVP     |
| 15 | Scharawyn Gungaadordsch             | 21. März 1990      | 11. September 1990 | MRVP     |
| 16 | Daschiin Bjambasüren                | 11. September 1990 | 21. Juli 1992      | MRVP     |
| 17 | Puntsagiin Dschasrai                | 21. Juli 1992      | 19. Juli 1996      | MRVP     |
| 18 | Mendsaichaniin Enchsaichan          | 19. Juli 1996      | 23. April 1998     | MNDP     |
| 19 | Tsachiagiin Elbegdordsch 1. Amtsz.  | 23. April 1998     | 9. Dezember 1998   | MNDP     |
| 20 | Dschanlawyn Narantsatsralt          | 9. Dezember 1998   | 22. Juli 1999      | MNDP     |
| —  | Njam-Osoryn Tujaa (ausführend)      | 22. Juli 1999      | 30. Juli 1999      | MNDP     |
| 21 | Rintschinnjamyn Amardschargal       | 30. Juli 1999      | 26. Juli 2000      | MNDP     |
| 22 | Nambaryn Enchbajar                  | 26. Juli 2000      | 20. August 2004    | MRVP     |
| 23 | Tsachiagiin Elbegdordsch, 2. Amtsz. | 20. August 2004    | 13. Januar 2006    | DP       |
| 24 | Mijeegombyn Enchbold                | 25. Januar 2006    | 22. November 2007  | MRVP     |
| 25 | Sandschaagiin Bajar                 | 23. November 2007  | 29. Oktober 2009   | MRVP     |
| 26 | Süchbaataryn Batbold                | 29. Oktober 2009   | 9. August 2012     | MRVP/MVP |
| 27 | Norowyn Altanchujag                 | 10. August 2012    | 5. November 2014   | DP       |
| —  | Dendewiin Terbischdagwa (interim)   | 5. November 2014   | 21. November 2014  | MVP      |
| 28 | Tschimediin Saichanbileg            | 21. November 2014  | 7. Juli 2016       | DP       |
| 29 | Dschargaltulgyn Erdenebat           | 7. Juli 2016       | 4. Oktober 2017    | MRVP/MVP |
| 30 | Uchnaagiin Chürelsüch               | 4. Oktober 2017    | 21. Januar 2021    | MRVP/MVP |
| 31 | Luwsannamsrain Ojuun-Erdene         | 27. Januar 2021    | 13. Juni 2025      | MRVP/MVP |
| 32 | Gombodschawyn Dsandanschatar        | 13. Juni 2025      | amtierend          | MRVP/MVP |

## Führer der Mongolischen Revolutionären Volkspartei 1932–1990
Diese Personen übten die tatsächliche Exekutivgewalt in der Mongolischen Volksrepublik aus.
- Peldschidiin Genden: 2. Juli 1932–2. März 1936
- Chorloogiin Tschoibalsan: 2. März 1936–26. Januar 1952
- Jumdschaagiin Tsedenbal: 26. Januar 1952–24. August 1984
- Dschambyn Batmönch: 24. August 1984–21. März 1990